# Die Karte meiner Träume
Die Karte meiner Träume (Originaltitel: The Selected Works of T. S. Spivet) ist der erste Roman des amerikanischen Autors Reif Larsen aus dem Jahr 2009. Die deutsche Übersetzung erschien im S. Fischer Verlag und stammt von Manfred Allié und Gabriele Kempf-Allié. Im Mittelpunkt stehen die Erlebnisse des aus Butte (Montana) stammenden Jungen T. S. Spivet. Die gesamte Handlung wird mit umfangreichen Illustrationen, Karten und Diagrammen des Protagonisten angereichert, mit deren Hilfe er sich die Welt erklärt und die zu einem tragenden Element der Geschichte selbst werden. In den USA kämpften zahlreiche Verlage um die Rechte am Roman. 2013 erschien eine auf dem Buch basierende Verfilmung von Jean-Pierre Jeunet.

## Inhalt
Der 12 Jahre alte Tecumseh Sparrow Spivet, genannt T. S., lebt auf einer abgelegenen Ranch in Montana südwestlich der Stadt Butte. Ihn fasziniert daran am meisten, dass er unmittelbar an der Kontinentalen Wasserscheide Nordamerikas wohnt, denn er interessiert sich brennend für Wissenschaften und insbesondere für die Kartographie. Sein Zimmer ist voll mit Notizbüchern, da er alles, was er beobachtet, in penibel strukturierten Zeichnungen und Diagrammen festhält – was seine Methode ist, sich Wissen anzueignen und die Welt zu verstehen. Selbst banale Nebensächlichkeiten wie Bewegungen der Familie am Esstisch oder charakteristische Gesten nahestehender Menschen werden penibel gezeichnet und mit Hilfslinien analysiert.
Zur Familie gehören: seine Mutter Clair Linneaker, die er stets „Dr. Clair“ nennt, eine eigenbrötlerische Insektenkundlerin auf der Suche nach einer bestimmten Käferart, die möglicherweise gar nicht existiert; sein Vater T. E. Spivet, ein wortkarger Rancher mit einem ausgeprägten Hang zur Westernkultur und keinerlei wissenschaftlichem Interesse; seine ältere Schwester Gracie, der das abgeschiedene Leben zuwider ist; und der Hund Verywell. Sein jüngerer Bruder Layton ist ein halbes Jahr vor der Handlungszeit des Romans beim gemeinsamen Experimentieren mit Schusswaffen tödlich verunglückt.
Überschattet wird T. S.’ Leben von zwei Aspekten: Erstens gibt er sich eine Mitschuld am Tod seines Bruders und neigt dazu, schlimme Ereignisse als himmlische Strafe dafür zu werten. Zweitens zweifelt er an der Zuneigung seiner Eltern: Zu seiner Mutter hat er ein mehr fachliches als persönliches Verhältnis, und seinem Vater wäre offenbar ein Sohn wie Layton lieber, der bei der Arbeit auf der Ranch kräftig zupackt, statt den ganzen Tag nutzlose Zeichnungen anzufertigen.
Ein Mentor von T. S. ist Dr. Terrence Yorn, Professor für Entomologie an der Montana State. Er ist von T. S.’ detaillierten Zeichnungen begeistert und lässt sie immer wieder in bedeutenden Wissenschaftsmagazinen abdrucken. Schließlich schlägt er T. S. für den renommierten Baird-Preis des Washingtoner Museums Smithsonian vor, der ihm auch tatsächlich zuerkannt wird. Allerdings hatte Dr. Yorn der Einfachheit halber verschwiegen, dass die preisgekrönte Zeichnung von einem Kind stammt. Aufgrund dieser Informationslücke wird T. S. vom Smithsonian telefonisch dazu eingeladen, den Preis persönlich entgegenzunehmen, eine Rede zu halten und anschließend dort wissenschaftlich tätig zu werden.
T. S. sagt zunächst ab, überlegt es sich dann jedoch anders und macht sich – da er nicht mit der Unterstützung seiner Eltern rechnet – auf eigene Faust auf den weiten Weg nach Osten, um die einmalige Chance zu ergreifen. Zunächst reist er mehrere Tage lang als blinder Passagier auf einem Güterzug der Union Pacific Railroad, in einem Wohnmobil versteckt, bis nach Chicago. Währenddessen liest er in einem Notizbuch seiner Mutter, das er bei der Abreise spontan mitgenommen hat, die Biographie seiner Ururgroßmutter Emma Osterville, einer großen Forscherin und Kartographin. Dank seiner Wissbegier und detaillierten Beobachtungsgabe bekommt er auch ein Gespür für die Geheimnisse des Landes, das er in seinem Abenteuer durchquert – er führt beispielsweise tiefgehende Gespräche mit seinen mitgenommenen Werkzeugen und dem Wohnmobil, das ihm Deckung bietet, und fertigt etliche Zeichnungen an.
In Chicago wird er Opfer einer skurrilen Messerattacke eines religiösen Spinners und wird mit einer heftig blutenden Brustwunde von einem Trucker nach Washington mitgenommen. Obwohl er dort sofort in klinische Behandlung muss, gelingt es ihm, mit den Verantwortlichen des Smithsonian Kontakt aufzunehmen und schließlich auch seinen recht persönlichen Vortrag zu halten. Als die Verblüffung über sein Alter verflogen ist, wird T. S. jedoch nicht wie erhofft mit wissenschaftlichen Arbeiten betraut, sondern als Wunderkind medial vermarktet, was ihm zuwider ist. Andererseits nimmt der Geheimclub der Megatherier Kontakt zu ihm auf, die den Wissenschaftsbetrieb von politischer Einflussnahme befreien wollen und denen zu seiner Überraschung auch seine Mutter und Dr. Yorn angehören. Er wird in den Club aufgenommen und übernimmt den Auftrag, anlässlich eines bevorstehenden Präsidentenempfangs eine versteckte Mini-Kamera ins Weiße Haus zu schmuggeln.
Während dieses Empfangs wird er von seinem Vater, der ihm nachgereist ist, aufgespürt. Ohne seinen Auftrag ausgeführt zu haben, entschließt sich T. S. dazu, mit ihm nach Hause zu fahren, doch mit den Megatheriern bleibt er in Kontakt. Von seinem Vater erfährt er, dass seine Eltern über Dr. Yorn von der Einladung des Smithsonian gewusst und nur nicht damit gerechnet hatten, dass er sich allein auf den Weg machen würde. Außerdem erkennt er endlich, wie viel er seinen Eltern tatsächlich bedeutet.

## Form
Der Roman besteht aus 15 Kapiteln, die sich auf drei Teile (Der Westen – Die Reise – Der Osten) verteilen. Die eigentliche Geschichte wird in der ersten Person aus der Perspektive der Hauptperson T. S. erzählt. Lediglich die von Dr. Clair verfasste Biographie von Emma Osterville, die er im Mittelteil liest, ist in der Originalfassung zitiert und durch eine andere Schriftart von T. S.’ eigener Erzählung abgesetzt.
Von gleicher Bedeutung wie der Text der Erzählung sind die größtenteils als Marginalien, gelegentlich aber auch direkt im Text platzierten Karten, Diagramme und Zeichnungen, die T. S.’ spezielle Art abbilden, die Welt zu verstehen. Über diese Zeichnungen werden immer wieder Gedanken vertieft und Nebenhandlungen eingeführt. Auch persönliche Reflexionen seines Lebens vor der Handlungszeit des Buches sind mit solchen Illustrationen ausgestattet und vertieft. Um diese Zeichnungen angemessen abbilden zu können, ist das Buch in Übergröße gefertigt (Seitengröße der deutschen Ausgabe 17 × 24 cm, davon 5,8 cm Außensteg). Dennoch fallen die Beschriftungen der Zeichnungen teils so winzig aus, dass sie kaum zu lesen sind.
Larsen gab an, dass diese Form zunächst nicht geplant war, sie sich aber aus der Geschichte heraus ergab. Dabei kam Larsen zugute, dass seine Eltern künstlerisch tätig sind – seine Mutter ist Malerin und Fotografin, sein Vater Grafiker. Die meisten Zeichnungen stammen von Larsen selbst, bei einigen wurde er von dem befreundeten Künstler Ben Gibson unterstützt.

## Rezeption
Seit Erscheinen der Originalausgabe im Juni 2009 ist das Buch auf der Top-100-Liste bei amazon.com. Viele Kritiker haben die Originalität gepriesen, insbesondere Vanity Fair lobte das Werk ausdrücklich. Stephen King verglich den Roman mit Werken Mark Twains und Thomas Pynchons und bezeichnete ihn als ein Geschenk für den Leser. Ginia Bellafante kritisierte dagegen in der New York Times, dass das gleichzeitige Lesen der Texte und Zeichnungen ermüdend sei.
In Deutschland lobte insbesondere Felicitas von Lovenberg den Roman als „Ausnahmeerscheinung jenseits jedes Vergleichs“. Ähnlich angetan war Christine Westermann bei WDR 2. Auch wenn das Buch einige Längen habe, sei es doch „ein Märchen über verpasste Chancen, über die Traurigkeit in einer Familie, die Schweigsamkeit, über die Kraft der Fantasie und die Stärke eines Kindes“.

## Verfilmung
2013 verfilmte der französische Regisseur Jean-Pierre Jeunet den Roman mit Kyle Catlett in der Hauptrolle. In weiteren Rollen sind Helena Bonham Carter als Dr. Clair, Judy Davis als G.H. Jibsen, Callum Keith Rennie als Vater und Niamh Wilson als Gracie zu sehen.
Im Film ist T. S. erst zehn und Layton sein zweieiiger Zwillingsbruder. Er ist mehr Erfinder als Zeichner, den Baird-Preis bekommt er für eine von ihm selbst eingereichte Konstruktion eines Perpetuum mobile. Die Figur des Dr. Yorn sowie die Megatherier entfallen vollständig, auch die Biografie von Emma Osterville. T. S.’ Eigenart im Buch, sich die Welt vorwiegend anhand zahlreicher Zeichnungen zu erschließen, spielt im Film keine große Rolle, nur gelegentlich erscheinen Zeichnungen als Verdeutlichung.

## Textausgaben
- Reif Larsen: The Selected Works of T.S. Spivet (Penguin Press 2009, ISBN 978-1-59420-217-9; Taschenbuch: Vintage 2010, ISBN 978-0-09-958999-0).
- Reif Larsen: Die Karte meiner Träume (S. Fischer Verlag 2009, ISBN 978-3-10-044811-8; Taschenbuch: Fischer Taschenbuch, ISBN 978-3-596-18444-6).